# Heterostomella
Heterostomella es un género de foraminífero bentónico de la subfamilia Barbourinellinae, de la familia Verneuilinidae, de la superfamilia Verneuilinoidea, del suborden Verneuilinina y del orden Lituolida. Su especie tipo es Sagrina rugosa. Su rango cronoestratigráfico abarca desde el Santoniense hasta el Campaniense (Cretácico superior).

## Discusión
Clasificaciones previas incluían Heterostomella en el suborden Textulariina del orden Textulariida, o en el orden Lituolida sin diferenciar el suborden Verneuilinina.

## Clasificación
Heterostomella incluye a las siguientes especies:
- Heterostomella abbreviata †
- Heterostomella alizadei †
- Heterostomella argunensis †
- Heterostomella bavarica †
- Heterostomella boynensis †
- Heterostomella bullata †
- Heterostomella carinata †
- Heterostomella chettabaensis †
- Heterostomella convergens †
- Heterostomella cubensis †
- Heterostomella cuneata †
- Heterostomella foveolata †
- Heterostomella gigantica †
  - Heterostomella gigantica turkmenica †
- Heterostomella gracilis †
- Heterostomella helicoidalis †
- Heterostomella laevigata †
- Heterostomella leopolitana †
- Heterostomella postgigantea †
- Heterostomella praefoveolata †
- Heterostomella rara †
- Heterostomella rugosa †
- Heterostomella siphonella †
- Heterostomella uvigeriniformis †